# مؤشرات الحرمان 2004
مؤشرات الحرمان 2004 (ID 2004) تمثل مقياسا للحرمان على مستوى المنطقة الصغيرة، قامت بابتكارها وزارة الجاليات والحكومة المحلية البريطانية (DCLG).
وهي مؤشرات استثنائية في مضمونها حيث تقيس الوصول الجغرافي بوصفه عنصرا من عناصر الحرمان، فضلا عن قياسها لعامل الفقر بشكل مباشر (من خلال بيانات عن إيصالات المساعدة). هذا وتستند مؤشرات الحرمان في عام 2007 على فكرة البعد المميز للحرمان التي يمكن تعريفها وقياسها بشكل منفصل. حيث يمكن دمجها بعد ذلك في مقياس واحد شامل. هذا ويتكون المؤشر من سبعة أبعاد مميزة للحرمان تدعى بمؤشرات المجال. وبينما تعرف على أنها مؤشرات الحرمان 2004، إلا أن بياناتها تعود في الحقيقة إلى عام 2001.

## التاريخ
من التقرير: CLG 2007 «مؤشرات الحرمان الإنكليزية 2007»
كلفت الجاليات والحكومة المحلية (التي كانت تدعى سابق مكتب نائب رئيس الوزراء) مركز بحوث الضرر الاجتماعي (SDRC) في قسم السياسة الاجتماعية والعمل الاجتماعي في جامعة أوكسفورد بتحديث مؤشرات الحرمان لعام 2004 (ID 2004) في انكلترا. وبعد استشارة عامة واسعة (انظر Annex A) ومراجعة أكاديمية نظيرة مستقلة وبرنامج عمل متميز، تم تقديم مؤشرات الحرمان الجديدة لعام 2007 في شهر كانون الأول من عام 2007 (ID 2007).
المؤشر الجديد للحرمان المتعدد 2007 (IMD 2007) هو مستوى يتواجد عند منطقة مخرجات ذات طبقة سفلى (LSOA) ويقيس الحرمان المتعدد، وهو مكون من سبعة أبعاد مميزة للحرمان تدعى بمؤشرات المجال. كما أن هناك مؤشرين إضافيين آخرين هما (حرمان الدخل الذي يؤثر على الأطفال وحرمان الدخل الذي يؤثر على الأشخاص الأكبر سنا). هذا وتقدم خلاصة مقاييس مؤشرات الحرمان المتعدد 2007 على مستوى منطقة الإدارة المحلية ومستوى مجلس الولاية. وفي النهاية فإنه يشار إلى مؤشرات المجال عند مستوى منطقة مخرجات ذات طبقة سفلى ومؤشر الحرمان المتعدد 2007، إضافة إلى منطقة الإدارة المحلية وخلاصات المقاطعة مجتمعة على أنها مؤشرات الحرمان لعام 2007 أو (ID 2007).
تستند مؤشرات الحرمان لعام 2007 على كل من النظرة والبنية والمنهج الذين تم استخدامهم في مؤشرات الحرمان السابقة لعام 2004. حيث أن مؤشرات الحرمان 2007 تقوم بتحديث مؤشرات عام 2004 عن طريق البيانات الأكثر حداثة. كما تحتوي مؤشرات الحرمان المتعدد الجديدة على سبعة أبعاد تتعلق بحرمان الدخل وحرمان التوظيف وحرمان الصحة والعجز، إضافة إلى الحرمان من المهارات التربوية والتدريب ومعوقات السكن والخدمات وحرمان البيئة المعيشية وأخيرا الجريمة.

## الأبعاد
- الدخل

يتمثل الهدف من هذا الحقل في تعداد نسبة السكان الذين يعانون الحرمان من الدخل في منطقة ما.
- التوظيف

يقيس هذا الحقل الحرمان من التوظيف من خلال الأخذ بعين الاعتبار الناس الذين يبلغون العمر الوظيفي لكنهم مبعدون بشكل إلزامي عن عالم العمل، سواء أكان مرد ذلك إلى البطالة أو الصحة العليلة أو حتى الظروف العائلية.
- الصحة والعجز

يحدد هذا الحقل المناطق التي تحتوي على معدلات مرتفعة من الأشخاص الذين يتوفون قبل الأوان أو تكون جودة حياتهم متدنية بسبب الصحة السيئة أو أنهم معاقين بين السكان ككل.
- التعليم، المهارات والتدريب

يكمن هدف هذا المجال في تقليص مدى الحرمان فيما يخص التعليم والمهارات، إضافة إلى التدريب وذلك في المنطقة المحلية. حيث تتوزع مؤشرات الحرمان ضمن مجالين ثانويين: أحدهما يتعلق بنقص المكتسبات التي يحرزها الأطفال والشباب، أما الآخر فيتعلق بنقص المؤهلات من ناحية المهارات. وقد صمم هذان المجالين الثانويين لعكس «تدفق» و«شدة» الضرر التعليمي في منطقة ما على التوالي. وهكذا فإن المجالات الثانوية للأطفال والشباب تقيس الحرمان في الحصول على المؤهلات، بينما تقيس المجالات الثانوية لمهارات العمر الذي يعمل فيه السكان البالغين المقيمين.
- معوقات السكن والخدمات

يتمثل هدف المجال في قياس المعوقات الكامنة وراء السكن والخدمات المحلية الرئيسية. حيث تتوزع مؤشرات الحرمان ضمن مجالين ثانويين: «المعوقات الجغرافية» و «المعوقات الأوسع» التي تتضمن قضايا متعلقة بالحصول على المسكن مثل قابلية التحمل.
- بيئة المعيشة

ويركز هذا الحقل على الحرمان في البيئة المعيشية. حيث يقارن بين مجالين ثانويين هما: بيئية المعيشة «الداخلية» التي تقيس نوعية السكن، وبيئة المعيشة «الخارجية» التي تحتوي على معيارين يتمثلان في نوعية الهواء وحوادث السير المرورية.
- الجريمة

يقيس هذا الحقل نسبة الجريمة المسجلة لأربعة مواضيع رئيسية – السطو، السرقة والضرر الإجرامي، إضافة إلى العنف - وهي تمثل حدوث الإيذاء الشخصي والمادي في مستوى المنطقة الصغيرة.
يحتوي كل حقل عددا من المؤشرات تشكل بمجموعها حوالي ثلاثة وسبعين مؤشرا. وقد أنشأ مؤشرين تكميليين ليكونا بمثابة مجموعة فرعية في نطاق الدخل.

## الجغرافية
تقاس مؤشرات الحرمان لعام 2004 عند منطقة مخرجات ذات طبقة سفلى. وقد تم تطوير مناطق المخرجات من قبل مركز الإحصائيات الوطني (ONS) من مناطق المخرجات ذات تعداد السكان في المملكة المتحدة 2001. وهناك مستويان، الأدنى (الذي يستند عليه المؤشر) وهو أصغر من الأحياء ويحتوي على الأقل على ألف شخص و400 أسرة. أما الطبقة المتوسطة فتحتوي على الأقل على 5000 شخص و2000 أسرة. [في حين تم إسقاط المقترحات السابقة لعرض مناطق المخرجات ذات الطبقة الأعلى وذلك بسبب نقص الطلب عليها.]
إضافة إلى مناطق المخرجات، فإن ملخص المقاييس لمؤشرات الحرمان لعام 2004 يتم تقديمها على مستوى المقاطعة ومستوى البلد ومستوى الرعاية الأولية الاستنمائية أو (PCT).
بينما من الواضح أن التصميم المتناسب مع الخدمة أعلى دقة من البيانات من بيانات مؤشر مستوى الحي، وبالتالي أكثر قدرة على تحديد مؤشرات الحرمان المتعدد 2000 IMD2000 ولذلك فإنه أفضل في تعيين «جيوب» الحرمان ضمن الأحياء دون مشاكلها. كما يمكن لبعض مناطق الحرمان أن تبقى مخفية بسبب حجم أمثلة التصميم المتناسب مع الخدمة لهذه المناطق والتي يمكن إيجادها من خلال مقارنة المناطق الرئيسية في كينغلي باستخدام مؤشر الحرمان في مقاطعة برادفورد (وهو مؤشر الحرمان الذي تم تطويره من قبل مدينة براد فورد وقد تم استخدامه في إحصاء عام 1991 على مستوى تعداد المنطقة) وذلك في مؤشرات الحرمان لعام 2004.
إضافة إلى ذلك، فإن على التصميمات المتناسبة مع الخدمة أن تؤمن التغطية الكاملة لانكلترا وويلز، حيث يشمل ذلك الحد الأدنى للسكان وتعداد الأسر داخل كل تصميم ويعني ذلك أن مناطق واسعة من المزارع أو الأراضي التجارية أو الصناعية والتي ستدرج ضمن منطقة سكنية تتاخمها، وإن تم اعتبار هذه المنطقة السكنية محرومة، عندها يتم وسم المنطقة الكبرى بالحرمان المفترض (بينما في الحقيقة لا أحد يعيش في معظم أراضيها ويمكن أن يكون محروما) وذلك من شأنه أن يظهر مشكلة أكبر من التصميمات الخدمية لمناطق سكنية أصغر بكثير تحتوي فعلا على أشخاص محرومين يعيشون فيها.